# Тупі (індіанці)

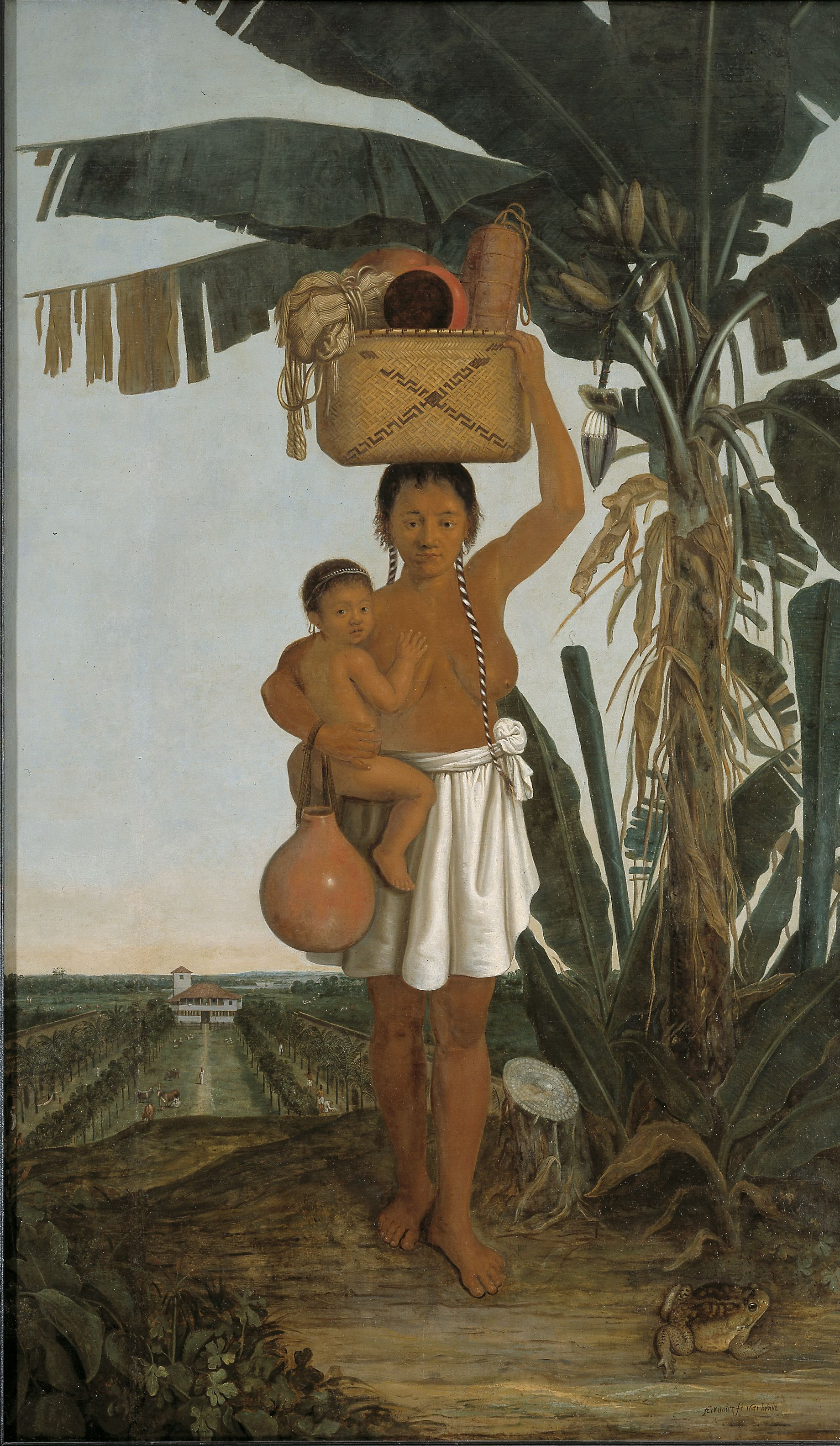
Дівчина з племені тупі. Художник Альберт Екхаут.

Канібали з племені тупінамба. Малюнок із книги Г. Штадена.

Тупі (історично також відомі під назвою тупінамба — фактично, назвою одного з племен, що входили в цю спільність) — одна з найбільших етнічних груп у складі індіанців Бразилії. Сучасна група народів гуарані, що мешкає на півдні Бразилії, в Уругваї, Парагваї і на півночі Аргентини, спілкується  мовою гуарані, близькою до мови тупі.

## Історія

### Рання історія
Як припускають дослідники, спочатку тупі населяли дощові ліси Амазонки, проте близько X—IX ст. до н. е. стали розселятися на південь і поступово зайняли узбережжя Атлантичного океану.
Народ тупі населяв до приходу європейців майже все узбережжя Бразилії. У 1500 році їх чисельність, за сучасними оцінками, становила близько 1 мільйона чоловік — майже стільки ж, скільки в Португалії того часу. Тупі були розділені на кілька десятків племен, кожне з яких становило від 300 до 2 000 осіб, серед них: тупінікім, тупінамба, потігуара, табахара, каетес, теміміно, тамойос.
Тупі займалися землеробством: вони вирощували маніок, кукурудзу, батат, боби, арахіс, тютюн, гарбузи, бавовну та багато інших рослин. Назва «топінамбур» в європейських мовах походить від назви племені тупінамба, хоча насправді овоч був запозичений у північноамериканських індіанців. Тупінамба не знали про існування алконгінів, але були на той момент найвідомішим індіанським плем'ям для європейців, тому овоч отримав назву на їхню честь.
Нерідко племена тупі конфліктували з іншими племенами регіону або навіть один з одним. Уявлення про єдиний народ тупі у них було відсутнє, попри спільну мову. Під час воєнних дій тупі захоплювали бранців з тим, щоб пізніше використати їх в їжу в ході спеціальних ритуалів.
Якщо вірити спогадам німецького ландскнехта Ганса Штадена, який брав участь в бразильських експедиціях конкістадорів, тупі (принаймні плем'я тупінамба, в полон до якого він потрапив), практикували канібалізм, оскільки вважали, що разом з м'ясом ворога забирають собі його силу. Штаден не був з'їдений нібито через те, що кожен раз голосно благав про помилування, а тупі не їли боягузів, вважаючи, що кожен, хто з'їсть боягуза, забере його боягузтво собі. Книга Штадена, опублікована в 1557 році, отримала широку популярність в Європі не в останню чергу через опис канібальських ритуалів.

### Європейська колонізація
Починаючи з XVI століття тупі, як і інші індіанські племена регіону, зазнали культурної асиміляції з боку португальських колонізаторів, нерідко потрапляли в рабство, що призвело до майже повного їх знищення, за винятком декількох невеликих громад, які проживають в індіанських резерваціях Бразилії.

### Змішання рас і «свояцтва»(Cunhadismo)
У формування бразильського етносу зробили внесок різні народи, однак особливо вагомим був внесок нащадків тупи. Коли португальці прибули до Бразилії в XVI столітті, першими їх зустріли тупи. Незабаром поширилися змішані шлюби між португальськими поселенцями і місцевими жінками, тим більше, що португальці рідко привозили з собою жінок. Разом з цим в колонії почав поширюватися феномен «свояцтва», відомий під назвою «cunhadismo» (від португальського cunhado, «шурин»). «Свояцтво» по суті було старовинною індіанською традицією включення чужинців в свою громаду. Індіанці пропонували європейцю дівчину зі свого племені в дружини, і якщо той погоджувався, він ставав «свояком» для всіх індіанців племені. Європейці швидко засвоїли багатоженство, поширене серед індіанців, і один європеєць міг мати десятки індіанських дружин (temericós).
«Свояцтво» також використовувалося для вербування робочої сили. Користуючись численними родинними зв'язками, придбаними через своїх аборигенних дружин-temericós, португальці використовували «свояків» для роботи на себе, в першу чергу для рубки цезальпінії і навантаження деревини на кораблі. В ході цього процесу утворилася значна популяція метисів, які отримали в Бразилії назву «мамелюко» і склали переважну більшість населення цієї країни. Без практики «свояцтва» португальці навряд чи закріпилися б в Бразилії, оскільки чисельність їх була досить мала, особливо жінок.

## Спадщина тупі в сучасній Бразилії

### Спосіб життя

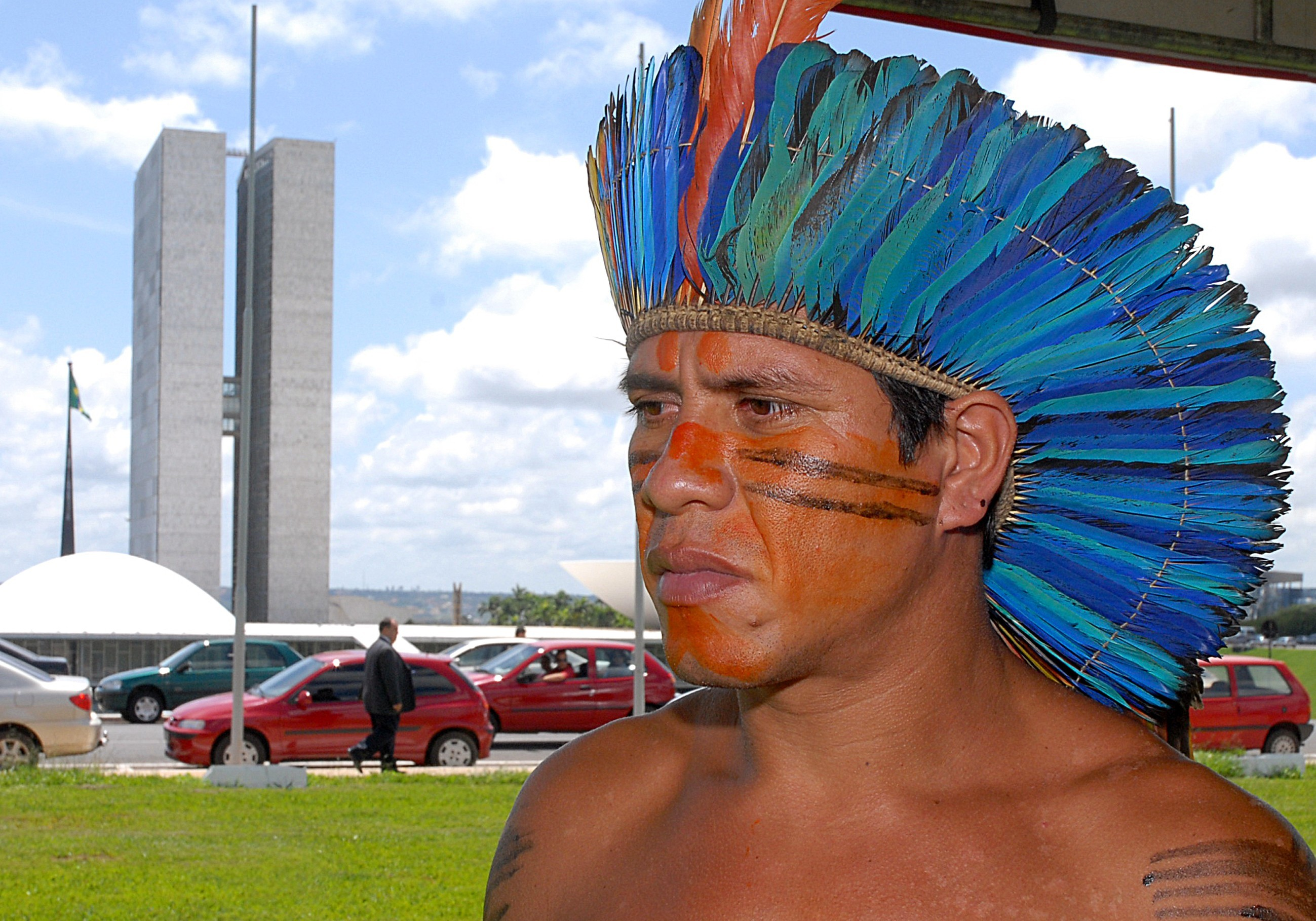
Касік (вождь) племені тупінікім, 2007 р

Хоча чистокровні тупі в Бразилії зникли — почасти через важкі умови рабства, почасти через занесені європейцями хвороби — більшу частину території Бразилії заселили нащадки тупі по материнській лінії, які значною мірою успадкували старовинні традиції свого народу. Дарсі Рібейру писав, що за своїми характеристиками перші бразильці були скоріше тупі, ніж португальцями, і навіть креолізована мова, якою вони розмовляли — «ньєнгату» (Nheengatu), відома також під назвою «лінгва-жерал», служила у якості лінгва-франка в Бразилії аж до XVIII століття. Центром поширення «мамелюків» (нащадків португальців і тупі) був регіон Сан-Паулу. Звідси в XVII столітті вони, як учасники походів за рабами, які організовували «бандейранти», проникли на всю територію нинішньої Бразилії, включаючи регіони, де історично тупі ніколи не проживали. Саме ці метиси поширили іберійську культуру аж до найдальших куточків країни. Вони окультурили ізольовані індіанські племена і поширили лінгва-жерал, яка виникла в XVII столітті і нині майже витіснена португальською мовою, проте все ще існує в деяких регіонах Амазонії.
За укладом життя старі «пауліста» (жителі Сан-Паулу) майже не відрізнялися від індіанців. У родинах мовою спілкування була ньєнгату. Землеробство, полювання, рибальство і збір фруктів відбувалися так само як і в індіанців. Від тупі вони відрізнялися лише використанням одягу, солі, металевих знарядь, європейської зброї та ряду інших європейських предметів побуту.
Коли області, де проживали метиси, стали підпадати під вплив капіталістичної економіки, властиві тупі характеристики стали поступово втрачатися. Португальська мова взяла гору, а лінгва-жерал практично зникла. Сільські традиції, що походили від тупі, були витіснені європейськими технологіями, оскільки сільське господарство більшою мірою стало орієнтуватися на експорт.

## Лексика
Бразильська португальська мова запозичила чимало слів з вимерлої мови тупі, зокрема, такі поширені слова, як mingau (каша), mirim (маленький), soco (удар кулаком), cutucar (тицяти), tiquinho (трохи), perereca (деревна жаба), tatu (броненосець). З тупі походять назви представників місцевої фауни (наприклад, arara — папуга-ара, jacaré — алігатор, tucano — тукан) і флори (mandioca — маніок, abacaxi — ананас). З неї ж походить ряд топонімів сучасної Бразилії (Ітакуакесетуба, Піндамоньянгаба, Каруару, Іпанема та ін).
Існують і імена, що походять з мови тупі — Ubirajara, Ubiratã, Moema, Jussara, Jurema, Janaína та ін., однак вони не говорять про те, що їх носії дійсно є нащадками тупі, а скоріше є відголосками бразильського націоналізму.
Плем'я тупінамба було зображено в сатиричному фільмі 1971 року Нельсона Перейри душ Сантуша «Яким смачним був мій француз» (порт.-браз. Como Era Gostoso o Meu Francês).